# Kanako Nishi
Kanako Nishi (japanisch 西 加奈子 Nishi Kanako; * 1977 in Teheran) ist eine japanische Schriftstellerin, die 2014 Preisträgerin des Naoki-Preises wurde.

## Leben
Nishi wurde 1977 in Teheran geboren. Zwei Jahre später kehrte ihre Familie wegen der Islamischen Revolution nach Japan zurück. Als Nishi 7 Jahre alt war, zog ihre Familie noch einmal ins Ausland, nach Kairo, und blieb dort vier Jahre lang. Diese Auslandserfahrung prägte sie. Ab ihrem 11. Lebensjahr lebte Nishi in Osaka, wo sie die Schule abschloss. Nach ihrem Jurastudium an der Kansai-Universität in Suita zog sie nach Tokio. Dort arbeitet und lebt sie heute (Stand 2023).
Nishi spricht außer ihrer Muttersprache Japanisch auch Englisch.

## Karriere
Ihr schriftstellerisches Debüt gab Nishi 2004 mit Aoi, einer Sammlung von Kurzgeschichten. Es folgten zahlreiche andere Werke, deren Blickweise als „nach außen gerichtet“ beschrieben wird. Begründet wird diese Besonderheit damit, dass Nishi auch außerhalb Japans aufwuchs. Charakteristisch für ihre Werke ist außerdem, dass sie häufig in dem Dialekt ihrer Heimat, dem Kansai-Dialekt, schreibt.
Ihr preisgekrönter Roman Saraba! wird dem Genre Shishōsetsu (私小説) zugerechnet, eine japanische Romanform in der Ich-Form mit autobiographischen Zügen. Die Ich-Form ist in Saraba! allerdings männlich. Der Roman wurde in Japan zum Bestseller und erschien auch übersetzt in anderen Sprachen. Saraba! wurde folgendermaßen charakterisiert: „Beloved by young readers for her forthright portrayals of contemporary alienation, author Kanako Nishi has poured her all into a narrative that skillfully echoes her own life journey.“ (Die Autorin Kanako Nishi, die von jungen Lesern für ihre unverblümten Schilderungen der Entfremdung in der heutigen Zeit bewundert wird, hat ihr ganzes Sein in eine Erzählung gesteckt, die gekonnt ihren eigenen Lebensweg widerspiegelt.)
Nishi entwarf mehrfach ihre eigenen Buchumschläge und ist auch gestalterisch tätig, ohne je eine entsprechende Ausbildung erhalten zu haben. 2017 wurden ihre visuellen Kunstwerke erstmals von der Tokioter Galerie Ai Kowada Gallery gezeigt. Für diese Ausstellung schuf sie unter anderem ein Kunstwerk ähnlich einem Graffiti zu ihrem Roman i. Sie benutzte dafür gebrauchten Karton, auf den sie mit Pastell zeichnete.
2019 ging Nishi nach Vancouver (Kanada), um die Schriftstellerin Toni Morrison kennenzulernen. Nishi erkrankte dort 2021 an Brustkrebs. Ihre Erfahrungen mit der Krankheit beschrieb sie in Kumo o sugasu, das kurz nach der Veröffentlichung zu einem Bestseller wurde. Ende des Jahres 2022 kehrte sie in ihre Heimat zurück.

## Auszeichnungen
2006 gewann Nishi mit ihrem Roman Tsūtenkaku den Oda-Sakunosuke-Preis. Sechs Jahre später erhielt sie den Kawai-Hayao-Preis für ihren Roman Fukuwarai.
Für den Bestseller Saraba! wurde Nishi 2014 der Naoki-Preis überreicht, der vorwiegend an Nachwuchsautoren verliehen wird und als Pendant des Akutagawa-Preises auf dem Gebiet der populären Literatur gilt.
Kanako Nishi gehörte 2015 zu den von der Frauenzeitschrift Vogue Japan gekürten Frauen des Jahres.
Mehrfach kamen ihre Werke auf die Liste des Großen Preises der Buchhändler (本屋大賞, Hon’ya Taishō): Platz 10 erreichte sie 2006 mit dem Buch Sakura. 2013 war ihr Werk Fukuwarai auf Platz 5 und zwei Jahre später erreichte Saraba! den zweiten Platz. 2022 kam sie mit ihrem Buch Yoru ga akeru auf Platz 6.

## Veröffentlichungen (Auswahl)
- 2004 Aoi (あおい), Shogakukan Verlag
- 2005 Sakura (さくら), Shogakukan Verlag (2020 verfilmt)
- 2006 Kiiroi zou (きいろいゾウ), Shogakukan Verlag (2013 verfilmt)
- 2006 Tsūtenkaku (通天閣), Chikuma Shobo Verlag
- 2007 Shizuku (しずく), Kobunsha Verlag
- 2008 Koufuku midori no (こうふく　みどりの), Shogakukan Verlag
- 2008 Mado no sakana (窓の魚), Shinchosha Verlag
- 2009 Utsukushii hito, Gentosha Verlag
- 2009 Kiriko ni tsuite, Kadokawa Verlag
- 2010 Enjō suru kimi, Kadokawa Verlag
- 2010 Shiroi shirushi (白いしるし) Shinchosha Verlag
- 2011 Entaku (円卓) Bungeishunju Verlag (2014 verfilmt)
- 2011 Gyokō no Nikuko-chan (漁港の肉子ちゃん), Gentosha Verlag (2021 als Anime verfilmt)
- 2011 Chika no hato, Bungeishunju Verlag
- 2012 Fukuwarai (ふくわらい), Asahi Shimbun Verlag
- 2012 Furu (ふる), Kawade Shobo Shinsha Verlag
- 2014 Butai (舞台), Kodansha Verlag
- 2014 Saraba! (サラバ!) Shogakukan Verlag
- 2016 Makuko (まく子), Fukuinkan Shoten Verlag (2019 verfilmt)
- 2016 i, Popurasha Verlag
- 2018 Omajinai, Chikuma Shobo Verlag
- 2020 Sam no Koto, Saru ni Au, Shogakukan Verlag
- 2021 Yoru ga akeru (夜が明ける)
- 2023 Kumo o Sagasu (くもをさがす) Kawade shobu Shinsha Verlag[11]
- 2023 Watashi ni aitai (わたしに会いたい)